# Викторов, Михаил Иванович
Михаил Иванович Викторов (1871, село Болошнево, Рязанский уезд, Рязанская губерния — 11 апреля 1933, Соловецкий лагерь особого назначения) — русский священнослужитель, протоиерей Русской православной церкви.
Причислен к лику святых как священномученик в 2006 году для общецерковного почитания по представлению Рязанской епархии. Племянник — священномученик Леонид Викторов.

## Биография
Родился в семье протоиерея Иоанна Викторова. Окончил Рязанскую духовную семинарию (1894). После окончания семинарии рукоположён к церкви села Болошнева, построенной при участии его отца, бывшего её первым настоятелем. В Болошневской церкви отец Михаил прослужил до своего ареста.
17 января 1930 года был арестован и по приговору тройки ОГПУ (ст. 58-10 Уголовного кодекса РСФСР — шпионаж) осуждён на 3 года лагерей с отбыванием наказания в Соловецком лагере особого назначения. В этом лагере протоиерей Михаил и скончался через три года — 11 апреля 1933 года, придя за справкой об освобождении.